# Isola Nicholson (Windmill)
L'isola Nicholson (in inglese Nicholson Island) è una piccola isola antartica facente parte dell'arcipelago Windmill.
Localizzata ad una latitudine di 66° 16' sud e ad una longitudine di 110°31' est, l'isola si trova a nord est della stazione Casey (penisola Bailey). La zona è stata mappata per la prima volta mediante ricognizione aerea durante l'operazione Highjump e l'operazione Windmill, negli anni 1947-1948. È stata intitolata a R.T. Nicholson che ha collaborato alla costruzione della stazione Casey.
Sull'isola ci sono tre ormeggi utilizzati dalle navi di rifornimento della stazione Casey durante le operazioni di sbarco.